# Ssawkonóg
Ssawkonóg (Myzopoda) – rodzaj ssaków z rodziny ssawkonogowatych (Myzopodidae).

## Rozmieszczenie geograficzne
Rodzaj obejmuje dwa współcześnie żyjące gatunki występujące endemicznie na Madagaskarze i jeden wymarły gatunek z Tanzanii.

## Morfologia
Długość ciała (bez ogona) 48–65 mm, długość ogona 44–53 mm, długość ucha 30–34 mm, długość tylnej (bez pazurów) stopy 5–6 mm, długość przedramienia 45–52 mm; masa ciała 7,8–10,5 g.

## Systematyka
Rodzaj zdefiniowali w 1878 roku francuscy zoolodzy Alphonse Milne-Edwards i Alfred Grandidier w artykule zatytułowanym Uwaga na temat nowego rodzaju nietoperzy, opublikowanym w czasopiśmie „Bulletin de la Société Philomathique de Paris”. Gatunkiem typowym jest (oznaczenie monotypowe) ssawkonóg uszaty (M. aurita).

### Etymologia
Myzopoda (Myxopoda (gr. μύξα myxa ‘śluz, wydzielina’; πους pous, ποδος podos ‘stopa, noga’)): μυζαω muzaō ‘ssać’; πους pous, ποδος podos ‘stopa, noga’.

### Podział systematyczny
Do rodzaju należą następujące występujące współcześnie gatunki:
| Grafika | Gatunek              | Autor i rok opisu                             | Nazwa zwyczajowa | Podgatunki         | Rozmieszczenie geograficzne                                                       | Podstawowe wymiary                                        | Status IUCN |
| ------- | -------------------- | --------------------------------------------- | ---------------- | ------------------ | --------------------------------------------------------------------------------- | --------------------------------------------------------- | ----------- |
|         | Myzopoda schliemanni | S.M. Goodman, Rakotondraparany & Kofoky, 2007 | ssawkonóg skryty | gatunek monotypowy | północno-zachodnie nizinne suche lasy liściaste; zakres wysokości: 0–200 m n.p.m. | DC: 4,8–6 cm DO: 4,4–4,7 cm DP: 4,5–4,9 cm MC: 7,8–10,3 g | LC          |
|         | Myzopoda aurita      | A. Milne-Edwards & A. Grandidier, 1878        | ssawkonóg uszaty | gatunek monotypowy | wschodnie lasy nizinne i nadmorskie; zakres wysokości: 0–1000 m n.p.m.            | DC: 6,1–6,5 cm DO: 4–5,3 cm DP: 4,6–5,2 cm MC: 7,2–10,5 g | LC          |

Kategorie IUCN:  LC  – gatunek najmniejszej troski.
Opisano również gatunek wymarły, plejstoceński gatunek, znany ze skamieniałości odkrytych w wąwozie Olduvai w Tanzanii:
- Myzopoda africana Gunnell, P.M. Butler, M. Greenwood & Simmons, 2015